# Municipio de Lincoln (condado de Grundy, Misuri)
El municipio de Lincoln (en inglés: Lincoln Township) es un municipio ubicado en el condado de Grundy en el estado estadounidense de Misuri. En el año 2010 tenía una población de 525 habitantes y una densidad poblacional de 4,18 personas por km².

## Geografía
El municipio de Lincoln se encuentra ubicado en las coordenadas 40°9′45″N 93°34′29″O / 40.16250, -93.57472. Según la Oficina del Censo de los Estados Unidos, el municipio tiene una superficie total de 125.58 km², de la cual 125,56 km² corresponden a tierra firme y (0,02 %) 0,02 km² es agua.

## Demografía
Según el censo de 2010, había 525 personas residiendo en el municipio de Lincoln. La densidad de población era de 4,18 hab./km². De los 525 habitantes, el municipio de Lincoln estaba compuesto por el 98,86 % blancos, el 0,19 % eran afroamericanos, el 0,38 % eran amerindios, el 0,57 % eran de otras razas. Del total de la población el 0,57 % eran hispanos o latinos de cualquier raza.